# Лилли (Ания)
Ли́лли (эст. Lilli) — деревня в волости Ания уезда Харьюмаа, Эстония. 

## География и описание
Расположена на севере Эстонии, в северо-западной части волости Ания, между реками Ягала и Соодла. Рядом с деревней проходит шоссе 11132 (Соодла—Кехра).
Климат умеренный. Официальный язык — эстонский. Почтовый индекс — 74414.

## Население
По данным переписи населения 2011 года в деревне насчитывалось 97 жителей (49 мужчин и 48 женщин), из них 89 (91,8 %) — эстонцы. В 2000 году в деревне насчитывалось 143 жителя фактически (68 мужчин и 75 женщин), из них резиденты — 136 человек.
Численность населения деревни Лилли:
| Год  | 2000 | 2011 | 2017 | 2018 | 2019 |
| ---- | ---- | ---- | ---- | ---- | ---- |
| Чел. | 136  | ↘ 97 | ↘ 94 | ↘ 84 | ↗ 93 |

## История
В письменных источниках 1564 года упоминается Lelle Jan (личное имя), 1692 года — Lilli Töno, Lilli Jürgen (хутора в деревне Пирсу), 1725–1726 годов — Lilli Hinno, 1871 года — Lillemois.
В конце XIX века была основана скотоводческая мыза Лилли (примерно в 1900 году упоминается как фольварк Лилли). В 1977 году, в период кампании по укрупнению деревень, с Лилли была объединена деревня Пирсо (упоминается в Датской позмельной книге 1241 года как Pirsø).